# Broken Rainbow
Broken Rainbow é um filme-documentário estadunidense de 1985 dirigido e escrito por Maria Florio e Victoria Mudd, que fala sobre a controvérsia do Black Mesa, região montanhosa do Arizona. 
Venceu o Oscar de melhor documentário de longa-metragem na edição de 1986.

## Elenco
- Martin Sheen - Narrador
- Laura Nyro
- Buffy Sainte-Marie